# Portugiser i Brasilien
Portugiser i Brasilien (portugisiska: luso-brasileiros) är personer i Brasilien med rötter i Portugal.
| 1500–1700 | 1701–1760 | 1808–1817 | 1827–1829 | 1837–1841 | 1856–1857 | 1881–1900 | 1901–1930 | 1931–1950 | 1951–1960 | 1961–1967 | 1981–1991 |
| 100 000   | 600 000   | 24 000    | 2 004     | 629       | 16 108    | 316 204   | 754 147   | 148 699   | 235 635   | 54 767    | 4 605     |